# Kaun Banega Crorepati
Kaun Banega Crorepati (chữ Hindi: कौन बनेगा करोड़पति, viết tắt: KBC, dịch tiếng Việt: Ai sẽ trở thành triệu phú) là một chương trình trò chơi truyền hình Ấn Độ dựa trên chương trình Anh Who Wants to Be a Millionaire?. Ban đầu chuơng trình được phát sóng trên Star Plus trong 3 mùa đầu tiên từ năm 2000 đến năm 2007 và được nhóm lập trình của Sameer Nair ủy nhiệm. Từ năm 2010, chuơng trình được phát sóng trên Sony TV và do Big Synergy sản xuất. Đến nay chương trình đã trải qua 14 mùa, với hai diễn viên Amitabh Bachchan điều khiển chương trình hai mùa đầu và Shahrukh Khan ở mùa thứ ba. Bachchan trở lại làm MC của chương trình từ mùa 4 (2010) cho đến nay. Chương trình cũng được phát sóng trên tám phiên bản ngôn ngữ trên toàn lãnh thổ Ấn Độ, ngoài phiên bản chính bằng tiếng Hindu và tiếng Anh.

## Lịch sử
Kaun Banega Crorepati lên sóng lần đầu vào ngày 3 tháng 7 năm 2000 trên kênh Star Plus, với người dẫn chương trình đầu tiên là diễn viên nổi tiếng Amitabh Bachchan. Ở mùa đầu tiên của chương trình, mức tiền thưởng cao nhất có trị giá 10 triệu rupee Ấn Độ. Ngay từ khi lên sóng, chương trình đã thu hút nhiều sự chú ý từ khán giả.
Mùa thứ hai, còn được biết đến với tên gọi Kaun Banega Crorepati Dwitiya hoặc KBC 2, lên sóng vào ngày 5 tháng 8 năm 2005, với mức tiền thưởng cao nhất được nhân đôi, cùng với sự xuất hiện của quyền trợ giúp thứ tư - Đổi câu hỏi khác ("Flip the Question"). Ban đầu, chương trình dự kiến lên sóng 85 tập, tuy nhiên, do Amitabh Bachchan gặp vấn đề về sức khỏe, chương trình chỉ lên sóng 61 tập rồi tạm dừng phát sóng vào năm 2006. Năm 2007, mùa thứ ba của chương trình lên sóng, với một diễn viên khác, Shahrukh Khan, trở thành người dẫn thay thế. Ban đầu chương trình làm rất tốt nhưng đã bị giảm do thay đổi người dẫn chương trình. Mùa thứ ba kết thúc ngày 19 tháng 4 năm 2007.
Sau ba năm tạm dừng phát sóng, mùa thứ tư lên sóng với nhiều thay đổi: chương trình được chuyển từ kênh Star Plus sang Sony TV; Amitabh Bachchan trở lại dẫn dắt chương trình; mức thưởng cao nhất của chương trình được nâng lên từ 20 triệu lên 50 triệu rupee. Đặc biệt, từ mùa thứ tư, luật chơi mới được áp dụng theo format Thời gian của Hoa Kỳ, số câu hỏi giảm từ 15 xuống còn 13. Khẩu hiệu cho mùa phát sóng này là Koi Bhi Sawaal Chota Nahi Hota (tạm dịch: Mọi câu hỏi đều quan trọng). Mùa thứ tư phát sóng từ ngày 11 tháng 10 đến ngày 9 tháng 12 năm 2010, và được phát sóng trong các ngày từ thứ 2 đến thứ 5 hằng tuần. Chương trình mùa 4 rất thành công nhờ sự trở lại của Amitabh Bachchan.
Mùa thứ 5 lên sóng vào ngày kỷ niệm Quốc khánh Ấn Độ lần thứ 64 - 15 tháng 8 năm 2011 - với khẩu hiệu Koi Bhi Insaan Chota Nahi Hota (Không có ai thấp kém). Ở mùa phát sóng này, luật chơi được thay đổi tương tự với phiên bản Cược của Nga, kết hợp với định dạng Thời gian trước đó. Mùa giải này chứng kiến một người vượt qua 13 câu hỏi của chương trình và giành giải thưởng 50 triệu rupee là anh Sushil Kumar đến từ bang Bihar. Tập cuối của mùa phát sóng này phát sóng vào ngày 17 tháng 11 năm 2011.
Mùa thứ 6 (7 tháng 9 năm 2012 - 26 tháng 1 năm 2013) được phát sóng trong các ngày từ thứ 6 đến Chủ nhật hằng tuần. Khẩu hiệu của mùa phát sóng này là Sirf Gyaan Hi Aapko Aapka Haq Dilata Hai (Chỉ có kiến thức mới cho bạn chỗ đứng). Người vượt qua 13 câu hỏi của chương trình trong mùa này là bà Sanmjeet Kaur Sawhney.
Ngày 6 tháng 9 năm 2013, chương trình lên sóng mùa thứ 7 với nhiều thay đổi lớn: lần đầu tiên, chương trình áp dụng thiết kế trường quay đa phương tiện 360 độ; luật chơi cũng được thay đổi với 15 câu hỏi, 5 quyền trợ giúp và vòng Bấm bàn phím nhanh được tăng lên 3 câu hỏi. Mức tiền thưởng cao nhất của chương trình được tăng lên 70 triệu rupee. Khẩu hiệu của chương trình trong mùa này là Seekhna Bandh Toh Jeetna Bandh (Học hỏi để chiến thắng). Tập cuối của mùa thứ 7 phát sóng vào ngày 6 tháng 9 năm 2013.
Ở mùa thứ 8, chương trình được sản xuất và ghi hình tại thành phố Surat, thuộc bang Gurajat. Số câu hỏi được giảm từ 15 xuống 14. Đây cũng là lần cuối cùng Kaun Banega Crorepati sử dụng thiết kế trường quay vốn được áp dụng từ mùa thứ 7. Mùa thứ 8 phát sóng từ ngày 17 tháng 8 đến ngày 16 tháng 11 năm 2014, với khẩu hiệu là Yahan Sirf Paise Nahi, Dil Bhi Jeete Jate Hain (Không chỉ tiền bạc, mà cảm xúc cũng chiến thắng ở đây). Đây cũng là mùa phát sóng đầu tiên (và duy nhất) chứng kiến một cặp người chơi giành giải thưởng cao nhất của chương trình trị giá 70 triệu rupee, đó là hai anh em Achin Narula & Sarthak Narula.
Chương trình tạm dừng phát sóng từ năm 2014, sau đó trở lại từ năm 2017. Mùa phát sóng thứ 9 bắt đầu từ ngày 28 tháng 8 năm 2017. Khẩu hiệu cho mùa này là Jawaab dene ka Waqt aa gaya hai (Thời gian đã tới để mọi câu hỏi được trả lời). Từ mùa 9, số câu hỏi tăng lên 16, mức tiền thưởng cao nhất giữ nguyên ở con số 70 triệu rupee, với bốn sự trợ giúp là 50:50, +1, Phone A Friend ("Gọi điện thoại cho người thân") và Audience Poll ("Khảo sát ý kiến khán giả"). Tập cuối của mùa 9 phát sóng vào ngày 7 tháng 11 năm 2017.
Mùa thứ 10 của chương trình bắt đầu phát sóng từ ngày 3 tháng 9 năm 2018. Khẩu hiệu cho mùa này là Kab Tak Rokoge (Bạn sẽ dừng lại trong bao lâu). Trong mùa 10, sự trợ giúp Gọi điện thoại cho người thân ("Phone A Friend") được thay thế bằng trợ giúp Hỏi người chuyên môn ("Ask the Expert").
Mùa thứ 11 của chương trình bắt đầu được phát sóng từ ngày 19 tháng 8 năm 2019. Khẩu hiệu của mùa thứ 11 là Ade Raho (Tiếp tục đứng vững). Chương trình được phát sóng từ thứ 2 đến thứ 6 trong khung giờ từ 21 giờ đến 22 giờ 30 phút (theo giờ Ấn Độ) (số đặc biệt của chương trình có tên 'Karamveer Special' được phát sóng đều đặn vào thứ 6 đến 23 giờ, theo giờ Ấn Độ). Tuần phát sóng cuối cùng của chương trình vào ngày 25 tháng 11 năm 2019 và kết thúc vào ngày 29 tháng 11 năm 2019. Sudha Murthy là người chơi cuối cùng trong tập cuối cùng của mùa thứ 11 trong số 'Karamveer Special' vào ngày 29 tháng 11 năm 2019. Vào ngày 2 tháng 9 năm 2019, chương trình được thay thế bằng chuơng trình Beyhadh 2.
Mùa thứ 12 của chương trình bắt đầu được phát sóng từ ngày 28 tháng 9 năm 2020. Khẩu hiệu của mùa thứ 12 là Setback ka jawaab Comeback se do (Mọi trở ngại cần được giải quyết bằng sự trở lại). Chương trình được phát sóng từ thứ 2 đến thứ 6 trong khung giờ từ 21 giờ đến 22 giờ 30 phút (theo giờ Ấn Độ). Trong mùa này, do dịch COVID-19 nên sự trợ giúp Khảo sát ý kiến khán giả trường quay (Audience Poll) được thay thế bằng Gọi điện thoại qua video cho người thân (Video a Friend). Chương trình phát sóng tập cuối vào ngày 22 tháng 1 năm 2021.
Mùa thứ 13 của chương trình được phát sóng từ ngày 23 tháng 08 năm 2021 đến ngày 17 tháng 12 năm 2021 với tổng cộng 85 tập. Đây là phiên bản đầu tiên áp dụng đồ hoạ do Olga Van den Brandt thiết kế. Đây cũng là phiên bản đầu tiên mà ở vòng bấm bàn phím nhanh, các ứng viên sẽ phải trả lời đúng và nhanh nhất các câu hỏi trắc nghiệm có bốn phương án trả lời, trong những phương án đó chỉ có 1 phương án đúng. Qua mỗi một câu hỏi sẽ có bảng xếp hạng những ứng viên có thời gian trả lời đúng và nhanh nhất. Người nào trả lời đúng và nhanh nhất qua hai hoặc ba câu hỏi trên sẽ được chọn lên "ghế nóng" để bắt đầu lượt chơi của mình. Himani Bundela và Sahil Aditya Ahirwar là hai người chơi giành được 10 triệu Rupee sau khi trả lời đúng 15/16 câu hỏi. Tập thứ 1000 của chương trình được phát sóng vào ngày 03 tháng 12 năm 2021, và hai tuần sau đó mùa thứ 13 khép lại.
Mùa thứ 14 của chương trình được phát sóng từ ngày 07 tháng 08 năm 2022 đến ngày 30 tháng 12 năm 2022 với tổng cộng 106 tập. Đây là format đầu tiên trên thế giới có số câu hỏi là 17 với 4 mốc quan trọng là 5, 10, 15 và 17. Mức tiền thưởng của ba câu 15; 16 và 17 lần lượt là 7,5; 10 và 75 triệu Rupee, các câu còn lại giữ nguyên mức tiền thưởng. Hai mức tiền thưởng của câu 15 và 17 có ý nghĩa để kỷ niệm 75 năm ngày Độc lập Cộng hoà Ấn Độ (15-08-1947 - 15-08-2022).
Khác với 13 mùa trước là nếu trả lời sai câu hỏi 10 triệu Rupee thì người chơi có thể mất tối đa 4,68 triệu Rupee; ở mùa 14, nếu trả lời sai câu hỏi này thì người chơi không phải mất gì cả. Tuy nhiên, giống với mùa 1, phiên bản này chỉ cho phép người chơi sử dụng 3 quyền trợ giúp: 50:50, Phone-a-friend (Video call với thời lượng 45 giây), Audience Poll. Đối với phiên bản KBC Junior,
Kể từ sau mùa 8 cho đến mùa thứ 13, chưa có ai trả lời thành công câu hỏi số 16 có trị giá 70 triệu rupee Ấn Độ. Ở mùa thứ 14, Kavita Chawla là người duy nhất giành được 10 triệu Rupee Ấn Độ sau khi trả lời đúng câu hỏi số 16. Cô cũng là một trong số ít người chơi vượt qua 15 câu hỏi mà chỉ sử dụng đúng 1 quyền trợ giúp (là 50:50).
Shashwat Goel là người thứ hai vượt qua 16 câu hỏi. Ở câu hỏi số 17, anh cho rằng nếu trả lời đúng câu hỏi đó thì phần thưởng sẽ tăng 650% thành 75 triệu Rupee, còn nếu sai thì chỉ mất có 25%, tức xuống còn 7,5 triệu Rupee. Chính vì vậy anh đã thử sức với câu hỏi này nhưng không may, anh đã trả lời sai và trở thành người đầu tiên trả lời sai câu hỏi cuối cùng của KBC kể từ năm 2010, và là người thứ tư trong lịch sử chương trình. Điều đặc biệt nữa, hôm đó chính là ngày sinh nhật thứ 80 của MC Amitabh Bachchan (11-10-2022). Sau phần chơi, anh ấy đã tiến đến chiếc ghế trống và khóc khi nghĩ về người mẹ đã mất của mình. Shashwat Goel quyết định dùng số tiền này để hỗ trợ những gia đình gặp khó khăn và bị ảnh hưởng bởi đại dịch COVID-19.
Mùa thứ 14 cũng chứng kiến 5 lần không có ai trả lời đúng ở vòng Bấm bàn phím nhanh, ở các tập 5, 21 (ở ngay câu hỏi đầu tiên) và 31, 70, 100 (ở câu hỏi thứ ba). Ở 13 mùa trước đó, chỉ có duy nhất 1 lần không có ai trả lời đúng ở vòng Bấm bàn phím nhanh.
Mùa thứ 15 của chương trình đã được phát sóng từ ngày 14 tháng 8 năm 2023 đến ngày 29 tháng 12 năm 2023. Số câu hỏi giảm xuống còn 16, và sử dụng lại thang tiền thưởng của mùa 13, với giải thưởng cao nhất là 70 triệu Rupee. Giống với mùa 14, người chơi chỉ được sử dụng 3 quyền trợ giúp: Audience Poll, Phone-a-friend (Video call với thời lượng 45 giây), Double Dip (thay thế cho 50:50, lần đầu sử dụng kể từ năm 2010). Kể từ mùa thứ 15, chương trình sẽ sử dụng bộ nhạc của Rohan và Vinayak. Cùng với đó là sự xuất hiện của minigame Super Sandook.
Mùa thứ 16 của chương trình đã được phát sóng từ ngày 12 tháng 8 năm 2024 đến ngày 11 tháng 3 năm 2025. Trong mùa này có sự xuất hiện của minigame thứ 2 mang tên Super Sawaal.

## Luật chơi

### Vòng Bấm bàn phím nhanh
Trong mỗi lượt chơi, 10 ứng viên (từ mùa 1 đến mùa 11) và 8 ứng viên (mùa thứ 12) trong chương trình sẽ tham gia vòng Bấm bàn phím nhanh trước khi chọn ra người chơi chính cho chương trình. Họ phải trả lời một câu hỏi bằng cách sắp xếp các phương án A, B, C, D theo thứ tự đáp án đúng của chương trình trong thời gian nhanh nhất. Sau khi hết thời gian, máy tính cùng người dẫn chương trình sẽ đưa ra kết quả và người trả lời đúng và nhanh nhất sẽ được chọn làm người chơi chính ngồi trên chiếc "ghế nóng" ở giữa sân khấu cùng với người dẫn chương trình. Trong trường hợp 2 người cùng một khoảng thời gian hoặc không có ai trả lời đúng thì một câu hỏi phụ khác sẽ được đưa ra, ai trả lời đúng và nhanh nhất trong câu hỏi đó sẽ được lên ghế nóng. 
Từ mùa 4 (2010), những ứng viên tham gia chơi, nếu trước đó chỉ được chơi một tập thì giờ sẽ được ở lại trong 1 tuần.
Ở mùa thứ 7 (2013), mùa thứ 13 (2021) và mùa thứ 14 (2022), vòng thi này được phân chia thành ba câu hỏi; đối với hai mùa 13 và 14, các ứng viên sẽ phải trả lời đúng và nhanh nhất các câu hỏi trắc nghiệm có bốn phương án trả lời, trong những phương án đó, chỉ có 1 phương án đúng. Qua mỗi một câu hỏi sẽ có bảng xếp hạng những ứng viên có thời gian trả lời đúng và nhanh nhất. Người nào trả lời đúng và nhanh nhất qua hai hoặc ba câu hỏi trên sẽ được chọn lên "ghế nóng" để bắt đầu lượt chơi của mình.
Ở mùa thứ 12 (2020 - 2021), số ứng viên giảm từ 10 xuống 8.

### Vòng chơi chính thức

#### Định dạng gốc (2000–2007)
Trong ba mùa đầu tiên, người chơi sau khi được chọn sẽ tham gia trả lời các câu hỏi từ dễ đến khó do chương trình đưa ra với thời gian suy nghĩ không giới hạn, với ba mốc quan trọng là 5, 10 và 15. Trả lời đúng, người chơi chính chắc chắn có được số tiền thưởng tương ứng của các câu hỏi đó.
Sau khi nghe xong mỗi câu hỏi và sử dụng các quyền trợ giúp, người chơi có quyền dừng cuộc chơi hoặc đi tiếp. Nếu quyết định dừng cuộc chơi, người chơi sẽ ra về với số tiền tương ứng với câu hỏi họ vừa vượt qua trước đó. Nếu quyết định đi tiếp nhưng trả lời sai, số tiền thưởng sẽ bị đi xuống mốc quan trọng trước đó và người chơi sẽ phải ra về với số tiền này. Nếu trả lời sai khi chưa vượt qua mốc quan trọng đầu tiên, người chơi sẽ ra về mà không nhận được tiền thưởng của chương trình và nếu trả lời đúng ở câu cuối cùng, người chơi sẽ trở thành "TRIỆU PHÚ" và được nhận tấm séc ở câu hỏi cuối cùng "câu hỏi số 15".
Sau khi người chơi ngồi ghế nóng kết thúc lượt chơi của mình, nếu thời gian vẫn còn, những người còn lại sẽ tiếp tục trả lời một câu hỏi nhanh khác cho đến khi hết thời lượng chương trình. Nếu người chơi chính chưa hoàn thành xong mà thời lượng đã hết, người chơi chính sẽ được tiếp tục cuộc chơi của mình trong chương trình số tiếp theo.

#### Định dạng Đồng hồ (2010–nay)
Từ mùa thứ tư trở đi, người chơi chính sẽ phải suy nghĩ và trả lời câu hỏi trong một khoảng thời gian nhất định. So với ba mùa đầu, ở phiên bản này, các câu hỏi được đưa lên trước, sau đó các phương án trả lời A, B, C, D đồng thời được đưa lên và thời gian sẽ được tính từ đây. Thời gian sẽ tạm dừng khi người chơi dùng một quyền trợ giúp. Điều này đòi hỏi người chơi ngay từ đầu phải đọc thật nhanh các phương án trả lời để suy nghĩ trả lời. Nếu họ trả lời sai hoặc suy nghĩ trả lời vượt quá thời gian quy định sẽ trở về mốc quan trọng trước đó.
Qua các mùa phát sóng, số thời gian quy định giữa các câu hỏi luôn thay đổi, cụ thể như sau:
- Ở mùa thứ tư, người chơi chính có 30 giây cho 2 câu hỏi đầu tiên và 45 giây cho 5 câu hỏi tiếp theo. Với 6 câu hỏi cuối cùng, người chơi có thời gian suy nghĩ không giới hạn.
- Trong hai mùa thứ năm và thứ sáu, người chơi chính có 45 giây, tính từ câu hỏi đầu tiên đến hết mốc quan trọng mà người chơi chính đã chọn trước đó. Từ những câu hỏi sau, người chơi được quyền suy nghĩ và trả lời câu hỏi không giới hạn thời gian.
- Ở mùa thứ bảy, người chơi chính có 30 giây cho bốn câu hỏi đầu tiên và 60 giây cho 4 câu hỏi tiếp theo. Người chơi được quyền suy nghĩ và trả lời câu hỏi không giới hạn thời gian cho 7 câu hỏi cuối cùng.
- Ở mùa thứ tám, người chơi chính có 30 giây cho hai câu hỏi đầu tiên, 60 giây cho 5 câu hỏi tiếp theo, và thời gian không giới hạn cho các câu hỏi còn lại.
- Từ mùa thứ chín đến nay, người chơi chính có 45 giây cho 5 câu hỏi đầu tiên, 60 giây cho 5 câu hỏi tiếp theo và thời gian không giới hạn cho 6 câu hỏi còn lại (7 câu đối với riêng mùa thứ 14).

#### Định dạng Cược (2011–2013)
Trong hai mùa phát sóng thứ năm và thứ sáu của chương trình, bên cạnh mốc "TRIỆU PHÚ" ở câu hỏi thứ 13, người chơi chính trước khi tham gia phần chơi chính thức sẽ được yêu cầu chọn một mốc quan trọng từ câu số 3 đến câu số 12. Trả lời sai bất kỳ câu hỏi nào từ mốc quan trọng trên trở lên, người chơi sẽ chỉ nhận được số tiền tương ứng với mốc quan trọng trên. Nếu trả lời sai câu hỏi mà chưa vượt qua mốc quan trọng đã cố định từ trước, người chơi sẽ ra về mà không nhận được tiền thưởng của chương trình.

#### Định dạng Ghế nóng (2010)
Trong phiên bản này, 6 người chơi sẽ cùng tham gia và có cơ hội được trở thành người chơi chính. Những người chơi chính chỉ có một đặc quyền được “Chuyển” quyền suy nghĩ và trả lời câu hỏi này cho nhau, tùy vào thứ tự chơi của mỗi người. Những người chơi cũng bị giới hạn thời gian suy nghĩ trả lời trong suốt thời gian chơi (30 giây cho 5 câu đầu, 45 giây cho 5 câu tiếp theo, và 60 giây cho 5 câu cuối). Người chơi không được phép dừng cuộc chơi. Đồng thời, nếu như người chơi chính trước đã chọn đặc quyền “Chuyển”, thì người chơi chính kế sau đó không được dùng quyền đó một lần nữa, chỉ khi trả lời đúng câu hỏi đó thì đặc quyền “Chuyển” của người đó mới được phục hồi. Nếu người chơi chính trả lời sai câu hỏi thì người đó sẽ bị loại và số câu hỏi tối đa quy định cùng với mốc tiền thưởng sẽ bị giảm xuống 1 câu (1 bậc tiền thưởng)/người. Trò chơi kết thúc khi toàn bộ số người chơi chính bị loại, hay một người chơi chính đã trả lời đúng câu hỏi cuối cùng. Tùy thuộc vào số câu hỏi, người chơi chính sẽ nhận được giá trị tiền thưởng với câu hỏi được quy định là câu hỏi cuối cùng (không nhất thiết phải là câu hỏi thứ 15); nếu người chơi chính trả lời không đúng câu cuối cùng, họ sẽ nhận được tiền thưởng tương ứng câu hỏi thứ 5 là 10.000 rupee. Những người chơi bị loại hoặc một người chơi chính cuối cùng còn ở lại cũng sẽ nhận được số tiền này nếu họ hoặc người khác đã trả lời đúng được câu hỏi thứ 5.
Phiên bản này được áp dụng cho chuỗi chương trình đặc biệt từ ngày 1 đến 4 tháng 11 năm 2010.  Những người chơi tham gia chuỗi chương trình đặc biệt này là những người nổi tiếng, tham gia với mục đích từ thiện.

#### Super Sandook (Mùa 15-nay)
Minigame này được thực hành khi người chơi vượt qua câu số 10. Người chơi có 90 giây trả lời 10 câu hỏi trắc nghiệm. Mỗi câu trả lời đúng được ₹10.000. Nếu trả lời đúng trên 5 câu, người chơi có thể lấy số tiền vừa kiếm được hoặc lấy lại một trong các quyền trợ giúp đã dùng trước đó. Trường hợp trả lời đúng dưới 5 câu hoặc đúng trên 5 câu nhưng trước đó không chọn quyền trợ giúp nào hiện có, số tiền kiếm được sẽ thuộc về người chơi.

#### Super Sawaal (Mùa 16-nay)
Khi vượt qua câu hỏi số 5, người chơi sẽ được trả lời 1 câu hỏi Super Sawaal thưởng. Với câu hỏi này, người chơi sẽ trả lời câu hỏi mở. Người chơi không được dùng các sự trợ giúp ở câu này, nếu đúng sẽ được 1 lần kích hoạt Dugnaastra ở câu 6-10. Trước khi các đáp án hiện ra, người chơi có thể nhấn nút bên cạnh kích hoạt Dugnaastra. Khi ấy, người chơi được trả lời không giới hạn thời gian nhưng không được dùng trợ giúp. Trả lời đúng, số tiền của câu hỏi vừa kích hoạt Dugnaastra sẽ được thêm vào số tiền thắng cuộc. Nếu trong lúc dùng Dugnaastra, người chơi sử dụng trợ giúp, Dugnaastra sẽ mất và người chơi có 60 giây để suy nghĩ.

### Các quyền trợ giúp
Trong thời gian tham gia chương trình, người chơi chính được sở hữu một vài quyền trợ giúp theo quy định để giúp người đó suy nghĩ và trả lời những câu hỏi mà họ cảm thấy khó khăn. Sau khi sử dụng một quyền trợ giúp, NCC có quyền tin tưởng trả lời, hoặc dùng một quyền trợ giúp khác, hoặc dừng cuộc chơi khi không tin tưởng mà đã hết quyền trợ giúp. Các quyền trợ giúp bao gồm:
- 50:50: máy tính sẽ loại bỏ đi hai phương án sai. Sự trợ giúp này được sử dụng trong các mùa 1, 2, 3, 7, và từ mùa 9 đến mùa 14, và 17.
- Phone-a-Friend (Gọi điện thoại cho người thân): Người chơi liên lạc tới một trong số các số điện thoại đã đăng ký với chương trình từ trước lúc bắt đầu, và hỏi ý kiến của người ở đầu dây bên kia trong khoảng thời gian quy định là 30 giây. Ở các mùa thứ 11 và 13, sự trợ giúp này được thay thế. Ở mùa thứ 12, sự trợ giúp này quay trở lại với một biến thể mang tên Video-a-Friend (Gọi điện thoại qua video cho người thân). Nó tương tự với Gọi điện thoại cho người thân nhưng hình thức gọi điện thoại là sử dụng video call. Ngoài ra, khoảng thời gian quy định được tăng từ 30 lên 45 giây
- Audience Poll (Khảo sát ý kiến khán giả trường quay): Mỗi khán giả trong trường quay đều được trang bị thiết bị máy tính để đưa ra phương án mình chọn. Khi chọn sự trợ giúp này, người chơi sẽ nhận được kết quả trợ giúp dưới dạng biểu đồ phần trăm số khán giả lựa chọn từng phương án. Sự trợ giúp này được sử dụng từ khi chương trình phát sóng lần đầu đến nay; tuy nhiên, sự trợ giúp này lại không xuất hiện ở mùa thứ 12 do COVID - 19.
- Double Dip (Trả lời hai lần): Người chơi có thể trả lời hai lần cho một câu hỏi. Nếu lần đầu trả lời đúng, tiếp tục qua câu hỏi kế tiếp, nếu trả lời sai, họ được chọn lại phương án khác.Chọn trợ giúp này người chơi không được dừng chơi và không được dùng trợ giúp khác khi đang sử dụng quyền trả lời hai lần. Sự trợ giúp này được sử dụng qua các mùa 4, 5, 6, 8 và 15 - 16 thay thế 50:50.
- Flip the Question (Đổi câu hỏi): Máy tính sẽ loại bỏ câu hỏi hiện tại và thay thế bằng một câu hỏi mới. Quyền trợ giúp này được sử dụng cho các mùa 2, 7, 11-14 (đối với các tập mà người chơi là học sinh). Từ mùa thứ 11, người chơi được quyền chọn chủ đề cho câu hỏi đó.

| Mùa thứ 11 (2019)                                                   | Mùa thứ 12 (2020)                                                     |
| ------------------------------------------------------------------- | --------------------------------------------------------------------- |
| Entertainment (Giải trí)                                            | Books and Authors (Sách và các tác giả)                               |
| Land & People (Đất và người)                                        | Business, Industry and Economics (Kinh doanh, công nghiệp và kinh tế) |
| Heritage & History (Di sản và lịch sử)                              | Current and World Affairs (Các vấn đề thời sự và thế giới)            |
| Literature & Language (Văn học và ngôn ngữ)                         | Entertainment (Giải trí)                                              |
| Sports & Games (Thể dục thể thao)                                   | Heritage and History (Di sản và lịch sử)                              |
| Science & Technology (Khoa học và công nghệ)                        | My City, My State (Thành phố và bang của tôi)                         |
| Current & World Affairs (Các vấn đề thời sự và thế giới)            | Nature and Wildlife (Thiên nhiên và cuộc sống hoang dã)               |
| Business, Industry & Economics (Kinh doanh, công nghiệp và kinh tế) | Religion, Culture and Mythology (Tôn giáo, văn hóa và thần thoại)     |
| Nature & Wildlife (Thiên nhiên và cuộc sống hoang dã)               | Science and Technology (Khoa học và công nghệ)                        |
| Personalities (Người nổi tiếng)                                     | Sports and Games (Thể dục thể thao)                                   |
| Religion, Culture and Mythology (Tôn giáo, văn hóa và thần thoại)   |                                                                       |

- Triguni (Tổ tư vấn tại chỗ): Người chơi sẽ tham khảo ý kiến của tổ tư vấn ngồi trên khán đài. Quyền trợ giúp này được sử dụng duy nhất ở mùa thứ 8.
- Expert Advice (Hỏi ý kiến nhà thông thái): Người chơi chính sẽ được kết nối với một "nhà thông thái" được mời đến chương trình, và sẽ cùng người đó thảo luận để đưa ra câu trả lời cuối cùng. Sự trợ giúp này được sử dụng qua các mùa 4, 5, 6, 10, 11, 12, 13, 14 (đối với các tập mà người chơi là các học sinh)
- Jodidaar (+1): Người chơi được thảo luận với người thân (người này sẽ xuống sân khấu từ hàng ghế khán giả) trong câu hỏi (không giới hạn thời gian, có thể dùng trợ giúp khác hoặc dừng cuộc chơi). Sự trợ giúp trên được sử dụng trong hai mùa 9 và 10.
- Power Paplu: người chơi chính được sử dụng lại một quyền trợ giúp đã sử dụng trong một câu hỏi trước đó mà không được sử dụng lại một quyền trợ giúp đã sử dụng trong câu hỏi hiện tại. Quyền trợ giúp này chỉ được sử dụng ở mùa thứ 7.

Tuy nhiên cần lưu ý, kể từ mùa thứ 9, người chơi sẽ bị tước tất cả các quyền trợ giúp còn lại khi trả lời câu hỏi Jackpot - câu hỏi cuối cùng.

## Thang tiền thưởng
Lưu ý: Các tiền thưởng dưới đây được viết theo hệ đếm số của Ấn Độ. Khi quy đổi sang hệ đếm số tương ứng phải dùng cách quy đổi sau::
- Rs. 1 Crore = 10 triệu Rupee
- Rs. 50,00,000 (Rs. 50 Lakh) = 5 triệu Rupee

| Câu hỏi | Mức tiền tương ứng | Mức tiền tương ứng              | Mức tiền tương ứng | Mức tiền tương ứng                  | Mức tiền tương ứng        | Mức tiền tương ứng | Mức tiền tương ứng | Mức tiền tương ứng                     | Mức tiền tương ứng |
| Câu hỏi | Season 1 (2000–01) | Seasons 2 & 3 (2005–2006; 2007) | Season 4 (2010)    | Season 4 (2010, phiên bản Hot Seat) | Seasons 5 & 6 (2011-2013) | Season 7 (2013)    | Season 8 (2014)    | Seasons 9 - 13; 15 (2017 - 2021; 2023) | Season 14 (2022)   |
| ------- | ------------------ | ------------------------------- | ------------------ | ----------------------------------- | ------------------------- | ------------------ | ------------------ | -------------------------------------- | ------------------ |
| 17      | -                  | -                               | -                  | -                                   | -                         | -                  | -                  | -                                      | ₹7.5 Crore         |
| 16      | -                  | -                               | -                  | -                                   | -                         | -                  | -                  | ₹7 Crore                               | ₹1 Crore           |
| 15      | ₹1 Crore           | ₹2 Crore                        | -                  | ₹1 Crore                            | -                         | ₹7 Crore           | -                  | ₹1 Crore                               | ₹75,00,000         |
| 14      | ₹50,00,000         | ₹1 Crore                        | -                  | ₹50,00,000                          | -                         | ₹5 Crore           | ₹7 Crore           | ₹50,00,000                             | ₹50,00,000         |
| 13      | ₹25,00,000         | ₹50,00,000                      | ₹5 Crore           | ₹25,00,000                          | ₹5 Crore                  | ₹3 Crore           | ₹3 Crore           | ₹25,00,000                             | ₹25,00,000         |
| 12      | ₹12,50,000         | ₹25,00,000                      | ₹1 Crore           | ₹12,50,000                          | ₹1 Crore                  | ₹1 Crore           | ₹1 Crore           | ₹12,50,000                             | ₹12,50,000         |
| 11      | ₹6,40,000          | ₹12,50,000                      | ₹50,00,000         | ₹6,40,000                           | ₹50,00,000                | ₹50,00,000         | ₹50,00,000         | ₹6,40,000                              | ₹6,40,000          |
| 10      | ₹3,20,000          | ₹6,40,000                       | ₹25,00,000         | ₹3,20,000                           | ₹25,00,000                | ₹25,00,000         | ₹25,00,000         | ₹3,20,000                              | ₹3,20,000          |
| 9       | ₹1,60,000          | ₹3,20,000                       | ₹12,50,000         | ₹1,60,000                           | ₹12,50,000                | ₹12,50,000         | ₹12,50,000         | ₹1,60,000                              | ₹1,60,000          |
| 8       | ₹80,000            | ₹1,60,000                       | ₹6,40,000          | ₹80,000                             | ₹6,40,000                 | ₹6,40,000          | ₹6,40,000          | ₹80,000                                | ₹80,000            |
| 7       | ₹40,000            | ₹80,000                         | ₹3,20,000          | ₹40,000                             | ₹3,20,000                 | ₹3,20,000          | ₹3,20,000          | ₹40,000                                | ₹40,000            |
| 6       | ₹20,000            | ₹40,000                         | ₹1,60,000          | ₹20,000                             | ₹1,60,000                 | ₹1,60,000          | ₹1,60,000          | ₹20,000                                | ₹20,000            |
| 5       | ₹10,000            | ₹20,000                         | ₹80,000            | ₹10,000                             | ₹80,000                   | ₹80,000            | ₹80,000            | ₹10,000                                | ₹10,000            |
| 4       | ₹5,000             | ₹10,000                         | ₹40,000            | ₹5,000                              | ₹40,000                   | ₹40,000            | ₹40,000            | ₹5,000                                 | ₹5,000             |
| 3       | ₹3,000             | ₹5,000                          | ₹20,000            | ₹3,000                              | ₹20,000                   | ₹20,000            | ₹20,000            | ₹3,000                                 | ₹3,000             |
| 2       | ₹2,000             | ₹3,000                          | ₹10,000            | ₹2,000                              | ₹10,000                   | ₹10,000            | ₹10,000            | ₹2,000                                 | ₹2,000             |
| 1       | ₹1,000             | ₹1,000                          | ₹5,000             | ₹1,000                              | ₹5,000                    | ₹5,000             | ₹5,000             | ₹1,000                                 | ₹1,000             |